# Орля (Кротошинський повіт)
Орля (пол. Orla, нім. Orla) — село в Польщі, у гміні Козьмін-Велькопольський Кротошинського повіту Великопольського воєводства.
Населення — 378 осіб (2011).
У 1975-1998 роках село належало до Каліського воєводства.

## Демографія
Демографічна структура станом на 31 березня 2011 року:
|          | Загалом | Допрацездатний вік | Працездатний вік | Постпрацездатний вік |
| -------- | ------- | ------------------ | ---------------- | -------------------- |
| Чоловіки | 184     | 49                 | 119              | 16                   |
| Жінки    | 194     | 46                 | 108              | 40                   |
| Разом    | 378     | 95                 | 227              | 56                   |